# Eric Sahlström Institutet
Eric Sahlström Institutet (ESI) är ett nationellt centrum för folkmusik och dans, uppkallat efter nyckelharpstillverkaren och spelmannen Eric Sahlström. Institutet arbetar för att främja folkmusiken, folksången och folkdansen och har ett särskilt uppdrag att värna om nyckelharpan. 
På ESI kan man studera fiol/nyckelharpa eller dans på en av institutets två ettåriga yrkeshögskoleutbildningar. ESI erbjuder även distanskurser i fiol, nyckelharpa och nyckelharpsbygge. Under läsåret ordnas även ett antal kortare helgkurser och sommarkurser. ESI:s utbildningar och kurser lockar deltagare från hela världen. 
Jämte institutets utbildningar och kurser arbetar man med ett stort antal genrefrämjande projekt inom folkmusik och dans. 
Eric Sahlström Institutet bildades 1997 och ligger i det så kallade Jaktslottet i uppländska Tobo (byggt 1888–1889).

## Ledning

### VD
- 2005-2011 Michael Näslund
- 2011-2014 Maria Bojlund [2]
- 2014-2016 tf Michael Näslund
- 2016-2016 Magnus Ek
- 2016-2020 Hadrian Prett
- 2021-ff  Magnus Holmström

Styrelseordförande
- Ingela Thalén 2011-2018
- Agneta Gille 2018-2020[3]
- Magnus Bäckström 2020-2024
- Lena Sommestad 2024-